# La Font d'en Torres
La Font d'en Torres és una dena del municipi de Morella (els Ports, País Valencià). La Torre Madó fa les funcions de capçalera i el 2009 tenia 10 habitants disseminats als diversos masos de la dena.
Està situada a la part nord-est del terme de Morella. Els seus límits són els següents: al nord, es troba la Dena d'Herbeset; al sud, la Dena de la Roca; a l'est, part dels termes de Castell de Cabres (Baix Maestrat), més al nord-est, i part del de Vallibona (els Ports); finalment, a l'oest, i de nord a sud la Dena dels Castellons i la Dena de Morella la Vella.
Ocupa una superfície al voltant de 2.370 Ha. abastant una vintena de masos:
| - Maset de les Agulles - Mas d'Arrufat - Mas de Bellviure - Mas de Bolinxa - Cap de riu Nou - Cap de riu Vell - Mas de la Carcellera - Maset d'Eixameno | - Mas de la Font d'en Torres - Mas de Llorenç - Mas de Meseguer - Molí de la Font d'en Torres - Maset de la Pobleta - Mas de Redon - Mas de Regatxol - Mas de Regatxolet | - Maset de la Ruda - Mas de Serraplana - Mas de les Solanes - Maset del Sopero - Maset de Torre Madó - Mas de Torre Madó - Torre Font d'en Torres - Mas de la Torreta Borrum. |